# アイノコ
アイノコとは、奄美大島で大正時代に考案された木造の伝統船の形式名である。

## 解説
奄美大島で使用されていた伝統的な小型の木造船舶は「イタツケ（板付）」と呼ばれるものである。これは船首、船尾が同形で平たい形をしているもので、安定性が高い反面、波切り性能が低く、速度が出ないものであった。一方、明治期以降に奄美群島近海で操業するようになった沖縄県の糸満の漁師たちが使用していた「サバニ」は、波切り性能が高く剽悍な運動性を発揮する反面、安定性に乏しく容易に転覆するものであった。
大正10年頃、この両者を折衷した形式の舟が考案された。具体的にはサバニの船形を、イタツケの工法で造ったものである。これを考案したのは、当時、大金久の集落に住んでいた舟大工の海老原万吉である。海老原は現在の宮崎県出身であるが、早い時期から故郷を離れて行商をしており、19世紀の末頃に沖縄島の本部（もとぶ）で2年間、サバニを造る舟大工のもとで修行した経験があった。海老原はその後、奄美大島に定住することを選んだが、サバニが奄美に紹介された時、かつての経験を生かして奄美群島のイタツケと沖縄県のサバニを融合させたのである。
完成したアイノコはたちまちのうちに奄美の漁師たちの間で大評判となり、普及していった。船材は当初は海老原の故郷である宮崎の飫肥杉を使用していたが、戦時体制下で飫肥杉が手に入らなくなると、海老原は奄美大島の赤杉を使用してアイノコを建造した。

## アイノコの建造法
アイノコは板材を接ぎ合わせた木造船であるが、考案者である海老原は船舶の寿命を考え、部材の接合に船釘と併用して木製のくさび（奄美ではビバと呼ばれる。X型の小さな木片である）を用いた。ビバの材はイヌマキが最上とされた。一艘のアイノコを全てビバで造る場合は120個前後のビバが必要とされる。ちなみに，沖縄県の「サバニ」は，ビバ（沖縄県ではフンドゥとも言う）と竹釘のみで部材を接合し，錆により船体の耐久性を低下させる船釘は一切使用しない。そのため，手間がかかり，高価なものとなった。
アイノコの塗装はオイルフィニッシュである。具体的にはサメの肝臓を貯蔵して腐敗させたものを煮立てて脂肪分を抽出し、アイノコの船材に染みこませるという方法を用いる。サメの肝油を使う前はラード、その前は菜種油を用いたとも言われる。サメの肝油を用いた、オイルフィニッシュの手法を奄美群島に伝えたのは糸満の漁師であるとされる。なお、アイノコの原形の一つであるイタツケには，このような塗装は用いられない場合が多い。
アイノコは木造船である為、定期的な舟焼き（船底に付着した生物を焼いて除去する作業）が必要となる。また、年に1回程度はサメの肝油を塗り直す作業も推奨される。

## アイノコの発展
1949年頃、海老原のもとに一人の宇検村出身の若者が弟子入りした。当時19歳の坪山豊である。坪山は海老原の工房に5年間の契約で年季奉公に入り、海老原から舟大工の技術を学んだ。後に坪山は独立して名瀬で工房を開き、奄美大島最高の唄者（民謡歌手）、そして坪山家は奄美群島最後の伝統舟大工の家として知られるようになる。
2006年、坪山豊の息子でやはりアイノコ建造技術を持つ坪山良一は、鹿児島大学や鹿児島県工業技術センターなどと協働する「かごしま産学官交流研究会・奄美伝統木造船部会」の事業として、アイノコをスケールダウンした小型の木造レクリエーショナルカヌー、「クッカル」を開発した。クッカルは鹿児島県内の杉材の利用促進と、奄美大島の伝統木造船建造技術の保存および木造船の利用拡大を目指すという目的を持つものであった。

## ホクレアの寄航
2007年4月、日本航海中のハワイの航海カヌー「ホクレア」は悪天候の為、奄美大島の名瀬に緊急寄港したが、その際にクルーの宿舎確保の為に奔走したのが前出の坪山良一であった。この結果、ホクレアのクルーは坪山の工房を見学することになった。